# 迪塞普申高原
73°15′S 164°50′E / 73.250°S 164.833°E
迪塞普申高原是南極洲的高原，位於維多利亞地的博克格雷溫克海岸，長18公里、寬10公里，周圍是飛行員冰川、機師冰川和奧弗洛德火山，由新西蘭探險隊命名。